# 夏尔·德·布卢瓦
夏尔·德·布卢瓦（法語：Charles de Blois，1319年—1364年9月29日），1341年开始任布列塔尼公爵。
布卢瓦伯爵布卢瓦-沙蒂永的居伊一世之子，母亲瓦卢瓦的玛格丽特是腓力六世的姐姐。他是一个虔诚的男子，曾虔诚到了极端的窝心割肉。有人说，他把卵石放在他的鞋里，帮了绳子紧随着海里附近，他每晚的血肉供述都在恐惧中入睡，宽恕一国的罪过。然而，他是一位军事领袖，人民的忠诚激励着他的宗教狂热。
1337年6月4日在巴黎和布列塔尼公爵约翰三世的继承人和侄女德勒的讓娜(Joanna the Lame)结婚，在布列塔尼繼承戰爭中(1341-1364)和蒙福尔家族交战，夏爾由法国国王腓力六世支持，英格兰国王支持孟福尔的约翰，很快孟福尔的约翰被腓力與查理俘虜，約翰的妻子死守亨尼朋（Hennebont）堡壘，英格兰国王爱德华三世親自領軍到布列塔尼助戰，雙方於1343年1月簽定Malestroit停戰協議。
1364年欧赖战役中夏爾战死，敵對的约翰五世繼承公爵之位。死后他因他献身宗教，被册封为圣人，但这一舉動被繼位的布列塔尼公爵约翰五世所阻撓，因此封聖被罗马教皇格雷戈里十一世宣布无效。在1904年，他被宣福(beatified)。

## 子女
妻子德勒的让娜(Joanna of Dreux)，五个孩子:
- 約翰一世（英语：John I, Count of Penthièvre）(John I of Blois-Châtillon) (1340年–1404年)，龐蒂埃夫勒伯爵（英语：Count of Penthièvre）
- 居伊
- 亨利（1400年去世）
- 玛丽（1345年—1404年），吉斯夫人，1360年嫁给那不勒斯國王路易一世
- 玛格丽特，1351年嫁给拉塞爾達的夏爾(Charles de la Cerda)（1354年去世）

| 夏尔·德·布卢瓦 沙蒂永家族出生于：1319年逝世於：1364年9月29日 | 夏尔·德·布卢瓦 沙蒂永家族出生于：1319年逝世於：1364年9月29日 | 夏尔·德·布卢瓦 沙蒂永家族出生于：1319年逝世於：1364年9月29日 |
| 法國貴族爵位                                                 | 法國貴族爵位                                                 | 法國貴族爵位                                                 |
| ------------------------------------------------------------ | ------------------------------------------------------------ | ------------------------------------------------------------ |
| 前任： 约翰三世                                              | 布列塔尼公爵 和德勒的讓娜 和争议的约翰四世 1341年—1364年     | 繼任： 约翰五世                                              |
| 前任者： 德勒的讓娜                                          | 龐蒂埃夫勒伯爵 1337年—1364年 與德勒的讓娜同時在任            | 繼任者： 約翰一世                                            |